# Balerína (film, 2025)
Balerína (v anglickém originále Ballerina, prezentováno jako From the World of John Wick: Ballerina) je americký akční thriller z roku 2025, natočený jako spin‑off série John Wick. Režie se ujal Len Wiseman, scénář napsal Shay Hatten a spolu na filmu produkčně spolupracoval Chad Stahelski. Film se odehrává mezi třetím a čtvrtým dílem Johna Wicka. Hlavní postavou je Eve Macarro (Ana de Armasová), bývalá balerína, která se stane vražedkyní vychovanou organizací Ruska Roma. Po smrti svého otce se vydává na cestu pomsty vůči odpovědným osobám. Keanu Reeves se objevuje v roli Johna Wicka, Ian McShane jako Winston a Lance Reddick ve své poslední roli jako Charon.

## Děj
Úvod do minulosti: Mladá Eve Macarro žije se svým otcem Javierem, členem Ruska Roma. Javier zradil sektu zabijáků, jejíž členkou byla i matka Eve, což vedlo k její smrti. Když sekta dorazí do jejich domu, ovdovělý Javier pomáhá Eve utéct, zatímco sám je smrtelně zraněn. Eve, nyní osamělý sirotek, je vyhledána Winstonem Scottem, majitelem Nového Continentalu, který ji předá Ruska Roma.
Výcvik a první mise: Eve stráví dvanáct let v péči Ředitelky Ruska Roma, kde se učí baletu i vražednému řemeslu nájemných vrahů, aby se stala tzv. „kikimorou“. Jako završení výcviku musí zabít jinou kikimoru. Po úspěšném výcviku se účastní prvních misí jako osobní strážkyně, včetně ochrany mladé dědičky Katly Park na luxusní společenské akci. Následně realizuje svojí první vražednou zakázku, při které zabije člena sekty – identifikační bod, který spouští její cestu pomsty. Ředitelka jí však připomene existující příměří mezi organizacemi a zakáže pátrání.
Pražský Continental a pátrání: Eve poruší zákaz a navštíví newyorský Continental, kde jí Winston sděluje, že uprchlý člen sekty Daniel Pine se ukrývá v pražském Continentalu a je na něj vypsaná vysoká odměnou. Eve přijíždí za ním do Prahy, přičemž zjistí, že sekta zvedla odměnu. Vloupá se do pokoje Pinea, kde překvapivě najde malou holku, jeho dceru Ellu. Když členové sekty – vedení Lenou – přepadnou hotelový pokoj, je Eve vtažena do bitky také, Pine je později těžce zraněn a Ella unesena. Eve je jako podezřelá z porušení pravidel zadržena Continentalem, ale později propuštěna.
Pátrání po Hallstattu: Po zotavení se Eve po vyzbrojení a konfliktu u zbrojíře Franka vydává do rakouského městečka Hallstatt, které je tajným útočištěm sekty. Zjišťuje, že všichni obyvatelé jsou nájemní vrazi sekty – včetně její sestry Leny, které byla unesena v dětství. Kancléř sekty při telefonátu vyhrožuje Ředitelce Ruska Roma, že Eve poruší smír a může dojít k otevřenému konfliktu obou organizací. V reakci na hrozbu Ředitelka kontaktuje exkomunikovaného Johna Wicka, aby Eve zastavil či zabil. Wick dorazí do Hallstattu, kde se střetne s Eve. Po krátkém souboji ho její příběh přesvědčí – místo jejího zabití jí dá ultimátum: do půlnoci zabije Kancléře, vraha jejího otce, jinak ho zabije on sám. Eve následně bojuje se skupinami členů sekty – používá plamenomet, meče a brusle – a probíjí se až k centrále sekty. Potkává Kancléře, dojde jí, že se jedná o jejího dědečka. Přes nalezenou pravdu o rodinných vazbách a vraždách Kancléře zastřelí, čímž současně zachrání Ellu.

## Obsazení
| Ana de Armasová         | Eve Macarro, balerína a zabiják                          |
| Victoria Comte          | mladá Eve Macarro                                        |
| Anjelica Huston         | ředitelka, šéfka Ruska Roma                              |
| Gabriel Byrne           | Kancléř, vůdce hallstattské sekty                        |
| Ian McShane             | Winston Scott, vlastník newyorského hotelu Continental   |
| Lance Reddick           | Charon, recepční newyorského hotelu Continental          |
| Norman Reedus           | Daniel Pine, zabiják a syn Kancléře                      |
| Keanu Reeves            | John Wick, legendární zabiják                            |
| Catalina Sandino Moreno | Lena Macarro, ztracená sestra Eve pracující pro Kancléře |
| Sharon Duncan-Brewster  | Nogi, učitelka Eve                                       |
| Choi Soo-young          | Katla Park, první chráněnka Eve                          |
| Robert Maaser           | Dex, pravá ruka Kancléře                                 |
| Jung Doo-hong           | Il Seong, únosce Katly                                   |
| Waris Ahluwalia         | Oko, člen sekty dohlížející na město                     |
| David Castañeda         | Javier Macarro, otec Eve prchající před sektou           |
| Abraham Popoola         | Frank, pražský obchodník se zbraněmi                     |
| Ava McCarthy            | Ella Pine, dcera Daniela Pikea a vnučka Kancléře         |
| Juliet Doherty          | Tatiana, talentovaná balerína                            |
| Daniel Bernhardt        | zabiják se zjizveným okem                                |

## Produkce
Natáčení probíhalo od listopadu 2022 v Praze a okolí do počátku roku 2023, s následnými přetáčkami pod vedením Chada Stahelského v roce 2024. Film vznikal v produkci společností Summit Entertainment, Thunder Road Films a 87Eleven.

## Přijetí
Kritici ocenili zejména choreografii akčních scén a atmosféru, zároveň však kritizovali slabší zápletku a méně rozpracované vedlejší postavy. Na serveru Rotten Tomatoes má film 76 % u kritiků a 93 % u diváků. ČSFD ho hodnotí průměrem 77 % a Kinobox 74 %.